# أوسكار ألفريدو جالفيز
أوسكار ألفريدو جالفيز (بالإسبانية: Oscar Alfredo Gálvez)‏ هو سائق سيارة سباق ومهندس أرجنتيني، ولد في 17 أغسطس 1913 في بوينس آيرس في الأرجنتين، وتوفي في 16 ديسمبر 1989 في سان إيسيدرو في الأرجنتين بسبب سرطان البنكرياس.